# ميشيل غراتن
ميشيل غراتن (بالإنجليزية: Michelle Grattan) هي صحفية أسترالية، ولدت في 30 يونيو 1944 في كيو ‏ في أستراليا.